# Kulcs (eszköz)

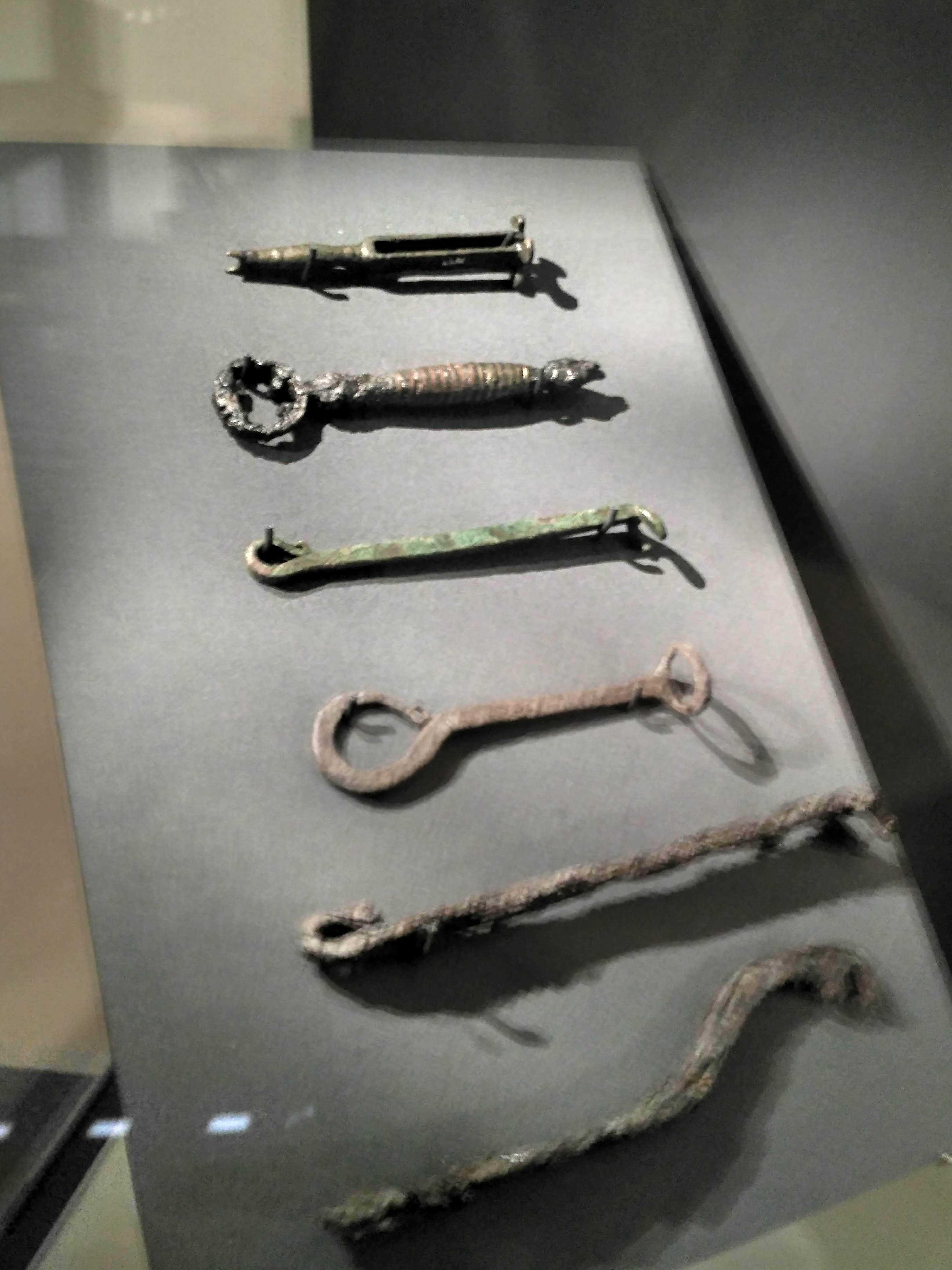
Középkori izlandi kulcsok

A kulcs olyan fémtárgy, amely képes bizonyos zárakat nyitni és zárni. Fontos védelmet nyújt az illetéktelen személyek bejutásával szemben az, hogy az ajtót csak egy meghatározott kulccsal lehet kinyitni.

## Használata
A kulcsot az ajtón (vagy más eszközön pl.: széfen) található kulcslyukba (zárba) bele kell helyezni, majd meghatározott irányba elforgatni. Az eszköz pedig kinyílik.

## Története
A zárkészítés első megoldásai az ókori népeknél jelentek meg. Ezek fából készültek, és csak belülről lehetett bezárni és kinyitni. A római birodalomban a kulcs státuszszimbólum volt: a rómaiak övükre akasztva hordták. Ekkor a kulcskészítők igyekeztek minél jobban kicifrázni a kulcsot. Kialakították a csapó-zárakat, majd a zárbetétet, melyet a kulcs és a retesz közé rögzítettek. Később pedig megjelentek a laprugók, melyek a zár elcsúsztatását akadályozták meg. 
Később, a 18. században találták fel a fordulatos zárat, mely a mai napig használatos. A fordulatos zár a kulcs fordításával működik. 1860-tól pedig már kilincseket is gyártottak. 
Az első biztonsági lakatot Harry Soref készítette 1924-ben.

## Története az Uj idők lexikonában
„Az a szerszám, mellyel zárakat lehet csukni, nyitni. A régi kulcsok nagyméretű, súlyos vaskészítmények voltak. Kiképzésük a középkor folyamán még ritkán díszes, s akkor is legfeljebb az ú. n. karikára szorítkozott. Legnagyobb gazdagságukat a renaissance és főképp a barokk idején érték el. Bár ekkor is vasból készültek, de gyakran aranyozták őket, s karikájuk a kovácsolt vasművesség remeke. A 18. század  óta fokozatosan kicsinyítik, könnyítik (alumínium lép gyakran a vas helyébe) és egyszerűsítik a kulcsokat.”